# Nektar
Nektar是1970年代成軍於德國的英國前衛搖滾樂團。

Remember the Future 專輯

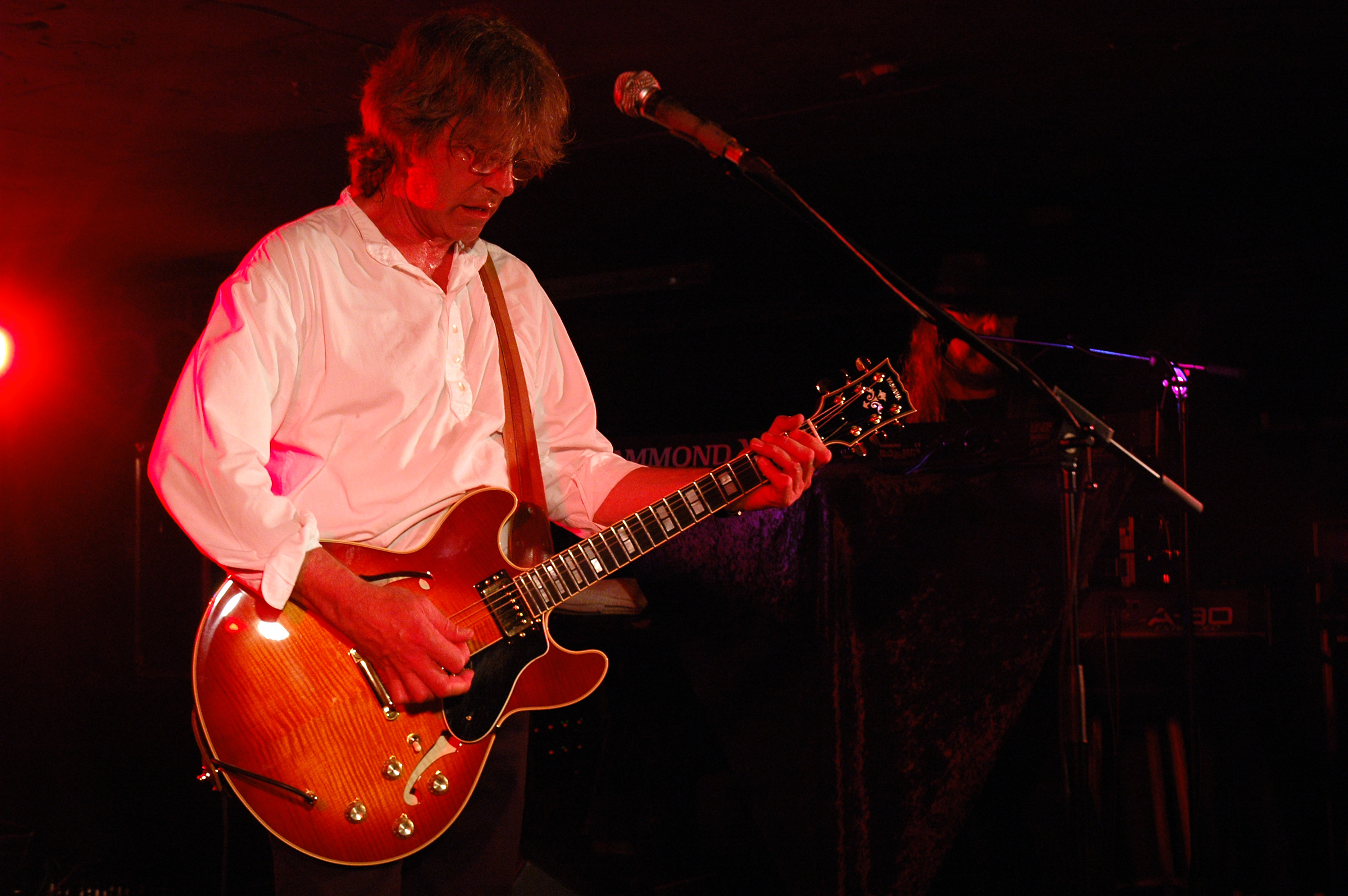
Roye Albrighton, Nektar 2007

Nektar，1969年在德國漢堡組成，成員包括了：主唱兼吉他手Roye Albrighton、鍵盤手Allan "Taff" Freeman 、RickenbackerBass手Derek "Mo" Moore、鼓手Ron Howden以及燈光效果師Mick Brockett。歌詞創作則是團體協力構思而成的。
團體早期的專輯像是Journey to the Centre of the Eye、Sounds Like This以及A Tab in the Ocean是晦澀難懂的迷幻搖滾，不過也替他們吸引了一群死忠的歌迷，憑藉著樂迷間的口耳相傳
而持續成長。A Tab in the Ocean是第一張在美國發行的Nektar專輯，由Passport Records發行。
Nektar於美利堅發行的第二張專輯Remember the Future（1974年）讓他們一夕成名。這張概念專輯是關於一個盲眼男童能與外星生物溝通的故事，在旋律編曲上的表現較先前作品成長了許多。於美國擠進了熱門金榜前二十名。緊接著發行專輯 Down to Earth（1975年）同樣是一張有關於馬戲團的概念專輯，同樣在銷售上長紅擠進了四十名以內，包括了Nektar唯一進入Billboard單曲榜的 "Astral Man"。下張專輯Recycled（1976年）風格上接近於Gentle Giant，同時被許多樂迷視為Naktar的顛峰之作。而Nektar首次在主流廠牌發行的唱片 Magic is a Child（1977年）漸與市場走向靠攏，但歌曲的長度縮減與音樂表現趨向中規中矩使原先支持者大失所望，認為太過趨於流俗；而在歌詞上由原先的主題北歐神話或是魔法轉向世俗的事物像是鐵路、卡車司機或是反毒歌曲。總體看來，樂迷都認為這張專輯從發行開始便是一個錯誤，讓Nektar由甫登上不久的高峰迅速跌落下來，即便團體爾後發行了不少合輯與現場演唱專輯。
當Nektar在1990年代重新出現在唱片市場時，Remember the Future的CD重新編曲版本卻出了問題，惹惱了眾家樂迷。這次CD發行的重新編曲完全不同於原先出版的唱片。雖然在接著的發行中已經改善，對尋找Nektar的樂迷來說，尤其在購買二手CD時應該加以注意。
Nektar 在2004年復合，並發行自1970年代以來首張全新音樂專輯 Evolution。目前團體有創團元老Albrighton與Howden，新成員：貝斯手Rany Dembo與鍵盤手Tom Hughes。團體先前所發行的作品如今皆有CD的重新發行版本。